# Wilcze (Widuchowa)
Pour les articles homonymes, voir Wilcze.
Wilcze est une localité polonaise de la gmina rurale de Widuchowa, située dans le powiat de Gryfino en voïvodie de Poméranie-Occidentale. Elle se situe à environ 15 km au Sud-ouest de la ville de Gryfino et 35 km au sud de la capitale régionale Szczecin.

## Géographie

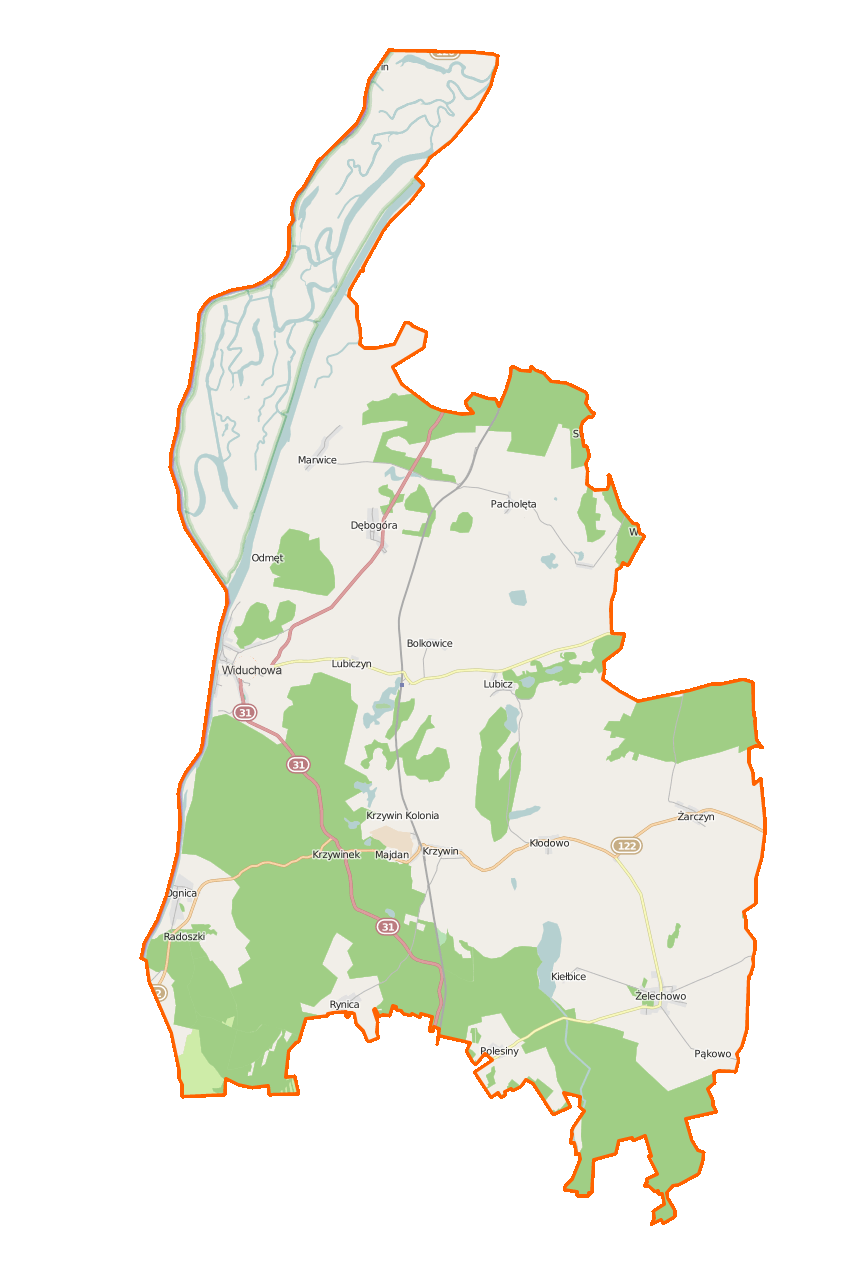
Carte de la gmina de Widuchowa.